# Rio Haloş
O Rio Haloş é um rio da Romênia, afluente do Oituz, localizado no distrito de Bacău.